# Per Holmertz
Per Anders Gustaf Holmertz (ur. 3 lutego 1960 w Motali) – szwedzki pływak, medalista olimpijski.
Wziął udział na Letnich Igrzyskach Olimpijskich 1980 w Moskwie. Zdobył tam srebrny medal na 100 metrów stylem dowolnym. Dwukrotny brązowy medalista w sztafecie 4 × 100 metrów stylem dowolnym na mistrzostwach świata (MŚ 1978 i MŚ 1982) oraz dwukrotny srebrny medalista w tej samej konkurencji na mistrzostwach Europy (ME 1981 i ME 1983).